# Karstedt (Adelsgeschlecht)

Wappen derer von Karstedt

Karstedt ist der Name eines alten altmärkischen Adelsgeschlechts, das dem brandenburgischen Uradel angehört.

## Geschichte
Bereits im 11. Jahrhundert „kommen Ritter aus diesem Hause vor.“ Die erstmalige urkundliche Erwähnung fand das Geschlecht 1271 mit Reinoldus de Karstede.  Die Ritterswürde ist um das Jahr 1315 noch dem Heinrich von Karstedt und seinen Söhnen Reinhold und Friedrich zugeschrieben. 1412 gehören Klaus und Cuno von Karstedt zur Gruppe des märkischen Adels um die von Quitzow, von Rochow und Gans zu Putlitz wider den Hohenzollern. Die ununterbrochene Stammreihe beginnt um 1550 mit Valentin von Karstedt auf Kaltenhof (Westprignitz). Die größte Ausdehnung der Besitzungen, mit kleinen Eigengründungen wie Ernstenswille und Karstedtshof, erfuhr die Familie im 18. und 19. Jahrhundert.
Die Vertreter des Adelsgeschlechts gingen auf das bekannte Alumnat der Ritterakademie am Dom zu Brandenburg und wurden aktive Mitglieder im Johanniterorden. Von 1902 bis 1907 wurden vier Töchter der Familien von Karstedt auf Rossow und Fretzdorf, über viele Generationen der Hauptsitz der Familie, zur Aufnahme in das adlige Damenstift im Kloster Dobbertin eingeschrieben.
Die genannten Gutskomplexe in Brandenburg und Mecklenburg wurden nach der großen Wirtschaftskrise teils verkauft. Vorab wurde für Fretzdorf als altem Familienfideikommiss noch der Versuch unternommen einen juristisch modernen Schutzforst einzurichten.
Die von Karstedt-Fretzdorf stellten mit Reimar Christian von Karstedt und dann mit seinem Urenkel Wilhelm Albrecht von Karstedt früh in mehreren Generationen die Stiftshauptleute vom Kloster Stift zum Heiligengrabe.

## Wappen

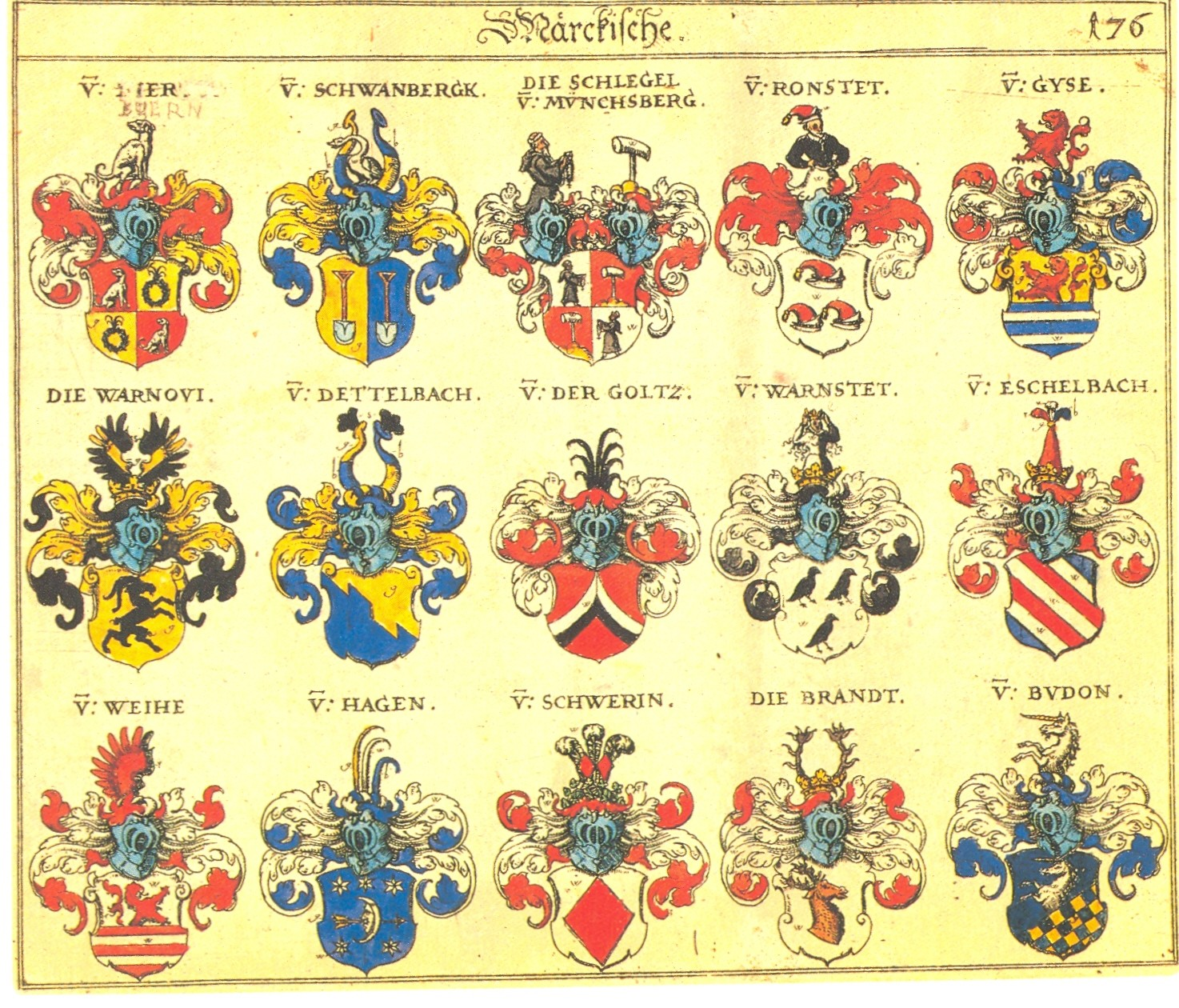
Siebmachers Wappenbuch (1605), Blatt 176

Das Wappen zeigt in Silber 3 (1:2 aber auch 2:1) silber-gestulpte rote Tartarenmützen. Auf dem Helm mit rot-silbernen Decken ein wachsender Mann in rot-silber geviertem Rock mit Ärmeln von gewechselten Farben, auf dem Haupt eine Mütze wie auf dem Schild. 

Im Neues Preussisches Adels-Lexicon steht zum Wappen: „Die Familie führt im silbernen Schilde drei rothe Zipfelmützen, und auf dem ungekrönten Helme steht ein verkürztes Mannsbild mit schwarzem Ober- und weissem Unterkleide, den Kopf mit einer rothen Zipfelmütze bedeckt. Die Helmdecken sind silbern und roth. Siebmacher gibt dieses Wappen, I. Th.  S. 176.“
Das Wappen ähnelt den Wappen derer von Klitzing, von Konow, von Wittstruck, von Bune, von Ketelhodt, von Meltzing, von Holle, von Birkholtz, von Bornstedt, von Spiegel, von Trost und von Eisenberg. Es gehört zu der heraldischen Gruppe mit den drei Mützen.

## Namensträger
- Reimar von Karstedt († 1618), Domdekan in Havelberg
- Carl von Karstedt (1811–1888), deutscher Großgrundbesitzer und Politiker, MdR
- Carl von Karstedt (* 1981), deutscher Autor und Filmregisseur, Ur-Ur-Enkel des Politikers Carl von Karstedt